# Sărata (Solonț), Bacău
Sărata este un sat în comuna Solonț din județul Bacău, Moldova, România.